# Фульд, Браха

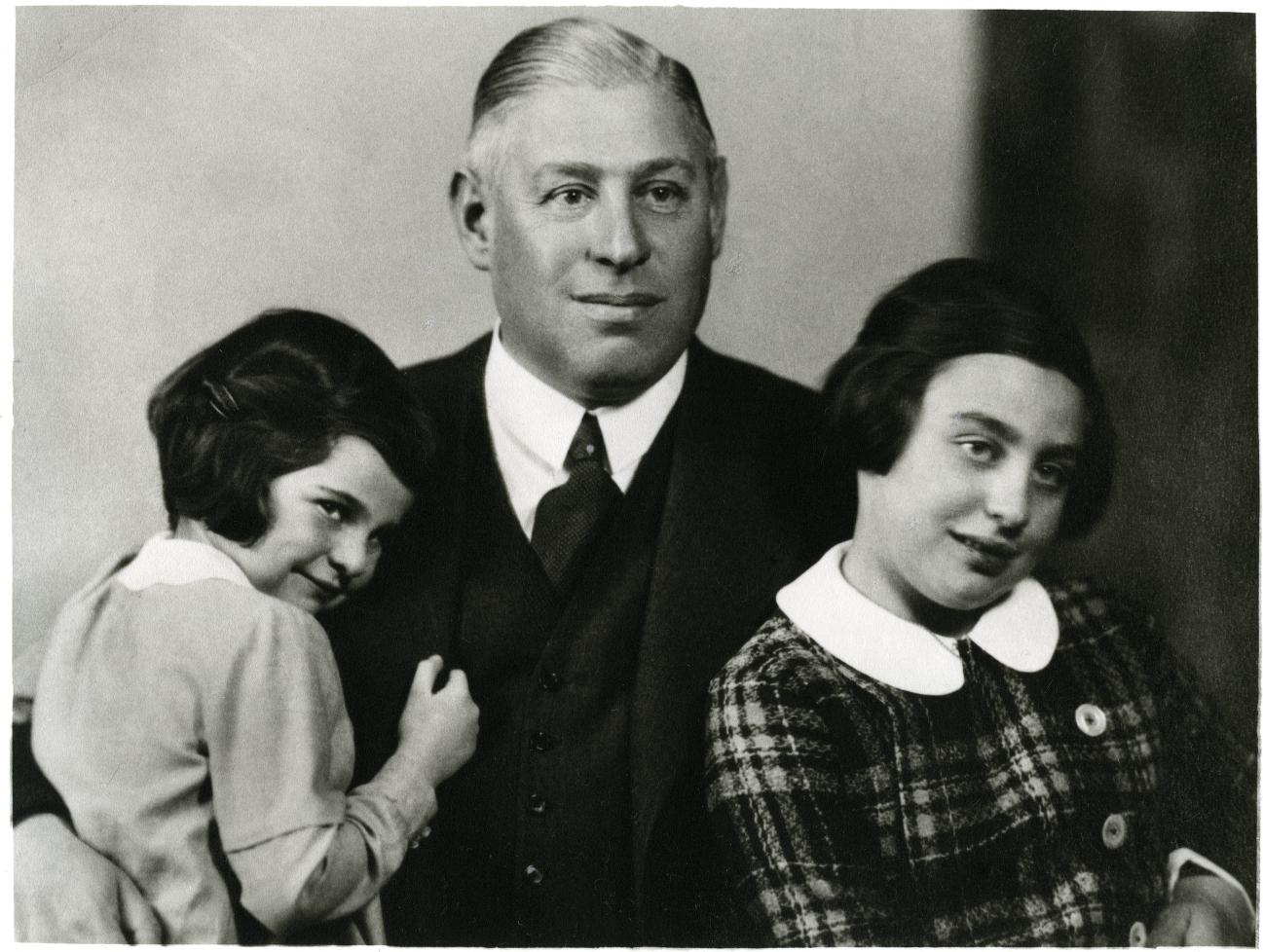
Браха Фульд (слева) с отцом Лотаром Фульдом (1886—1938) и сестрой Ханнелорой (также известной как Петра), ок. 1930 года. Источник: Netzorg Family Papers Collection, box 35, Petra and Bracha Fuld. Историческая библиотека Бентли Мичиганского университета

Браха Фульд (урождённая Барбара Фульд, 26 декабря 1927, Берлин — 24 марта 1946 или 25 марта 1946, Палестина) — боец еврейского сопротивления, погибшая при попытке помочь еврейским беженцам от Холокоста попасть в Палестину. Она была первой еврейкой-солдатом, убитой во время догосударственного (до создания Государства Израиль) конфликта с британцами.

## Ранние годы
Фульд родилась под именем Барбара Фулд в 1927 году в Берлине, Германия. Её отец служил в немецкой армии во время Первой мировой войны и покончил с собой после событий Хрустальной ночи в 1938 году, не сумев совместить свою еврейскую и немецкую идентичность.
Старшая сестра Фульд, Ханнелора, также известная как «Петра» (1923–2008, позже миссис Мортон Нетцорг), была отправлена в Соединённые Штаты Америки, чтобы избежать проявлений антисемитизма. В 1939 году Фульд покинула Германию и иммигрировала со своей матерью в Палестину, где Фульд стала известна как Браха, а не Барбара. Мать Фульд, Шарлотта «Лотта» Фульд, открыла кондитерскую.

## Военная карьера
Окончив среднюю школу в 1944 году, в возрасте 16 лет Фульд присоединилась к Пальмаху, элитному еврейскому военному подразделению, сотрудничавшему с британцами. Её причислили к роте «Н» и разместили в кибуце Кирьят-Анавим, недалеко от Иерусалима. Её назвали выдающимся курсантом и одной из немногих женщин, прошедших подготовку на командира отделения. В восемнадцать лет она стала офицером. Фульд сначала инструктировала женщин-солдат, а позже была назначена командиром нескольких взводов и воинских подразделений. У Фульд завязались романтические отношения с другим солдатом Пальмаха Гидеоном Пели.
В конце Второй мировой войны британцы попытались помешать еврейским беженцам от Холокоста прибывать в Палестину, и боевики Пальмаха восстали. Они начали саботировать и нападать на британскую армию, одновременно помогая переправлять еврейских иммигрантов в Палестину.

## Смерть и память
В марте 1946 года в Палестину должен был прибыть корабль нелегальных еврейских мигрантов из Италии. Фульд и её отряд были отправлены охранять участок дороги, который будет использоваться, чтобы помочь иммигрантам добраться до безопасного места. Корабль был захвачен и направлен британцами в Атлит до прибытия, но сообщение о прекращении миссии не дошло вовремя до Фульд и её отряда, и вскоре они столкнулись с британским танковым подразделением. В ходе перестрелки Фульд была тяжело ранена. Вместо оказания медицинской помощи её доставили в полицейский участок на допрос, и вскоре после этого, 26 марта 1946 года, она скончалась от полученных ран. Фульд была первой еврейкой-солдатом, убитой при сопротивлении британцам во время предгосударственного конфликта.

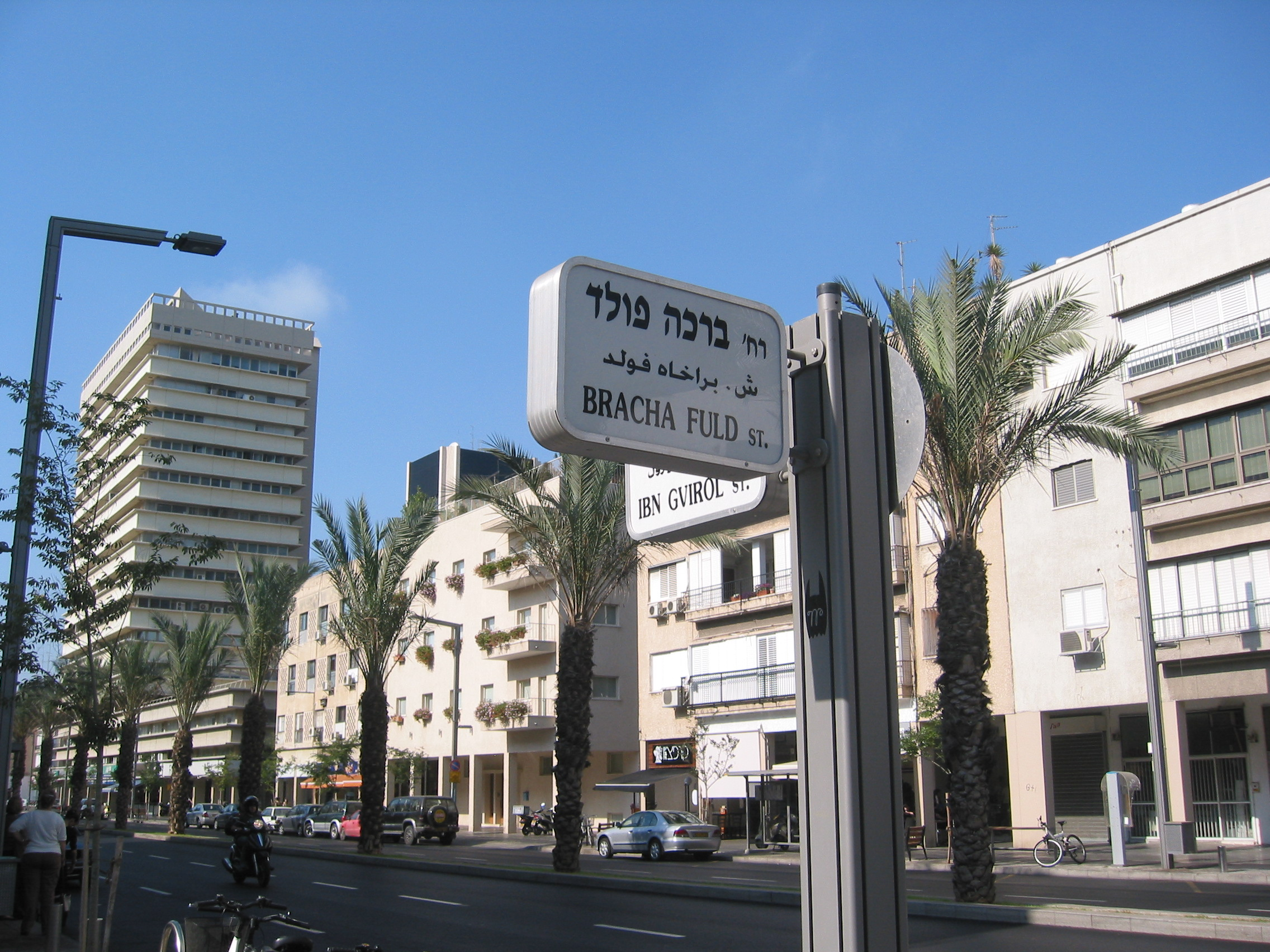
Улица Брахи Фульд в Тель-Авиве

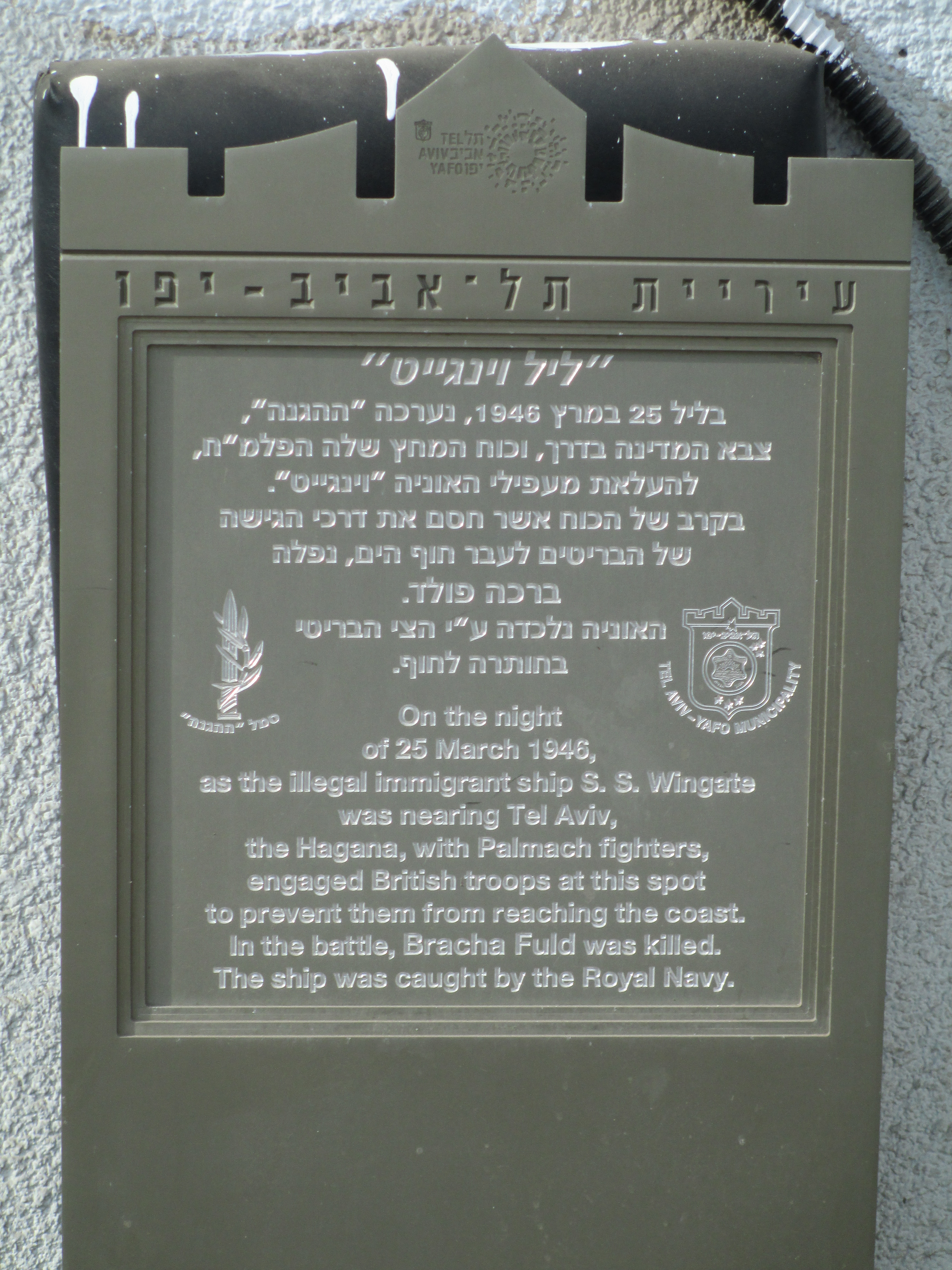
Мемориальная доска, посвящённая Фульд

Через шесть месяцев после её смерти судно для перевозки нелегальных еврейских иммигрантов получило название S.S. Bracha Fuld, его вскоре захватили британцы. Песня «Бану Хейна» («Мы пришли сюда») была написана в память о ней.
В городе Тель-Авив в её честь названа улица Брахи Фульд.